# Marguerite Chapman
Marguerite Chapman (Chatham, Nova Iorque, 9 de março de 1918 – Burbank, Califórnia, 31 de agosto de 1999) foi uma atriz estadunidense.
Por sua contribuição na televisão, Marguerite Chapman tem uma estrela na Calçada da Fama no Hollywood Boulevard.
Marguerite Chapman morreu em 31 de agosto de 1999, aos 81 anos de idade, e está sepultada no Holy Cross Cemetery, em Culver City, Califórnia.

## Filmografia selecionada
- On Their Own (1940)
- Four Sons (1940)
- Charlie Chan at the Wax Museum (1940)
- A Girl, a Guy and a Gob (1941)
- Navy Blues (1941)
- West of the Rockies (1941)
- The Body Disappears (1941)
- You're in the Army Now (1941)
- The Playgirls (1942)
- Submarine Raider (1942)
- Spy Smasher (1942 seriado)
- Meet the Stewarts (1942)
- Parachute Nurse (1942)
- A Man's World (1942)
- The Spirit of Stanford (1942)
- The Daring Young Man (1942)
- One Dangerous Night (1943)
- Murder in Times Square (1943)
- Destroyer (1943)
- Appointment in Berlin (1943)
- My Kingdom for a Cook (1943)
- Strange Affair (1944)
- Counter-Attack (1945)
- Pardon My Past (1945)
- One Way to Love (1946)
- The Walls Came Tumbling Down (1946)
- Mr. District Attorney (1947)
- Coroner Creek (1948)
- Relentless (1948)
- The Green Promise (1948)
- Kansas Raiders 1950)
- Flight to Mars (1951)
- Sea Tiger (1952)
- The Last Page a.k.a. Man Bait (1952)
- Bloodhounds of Broadway (1952)
- The Seven Year Itch (1955)
- The Amazing Transparent Man (1960)